# Römerstraße Marmagen–Wesseling

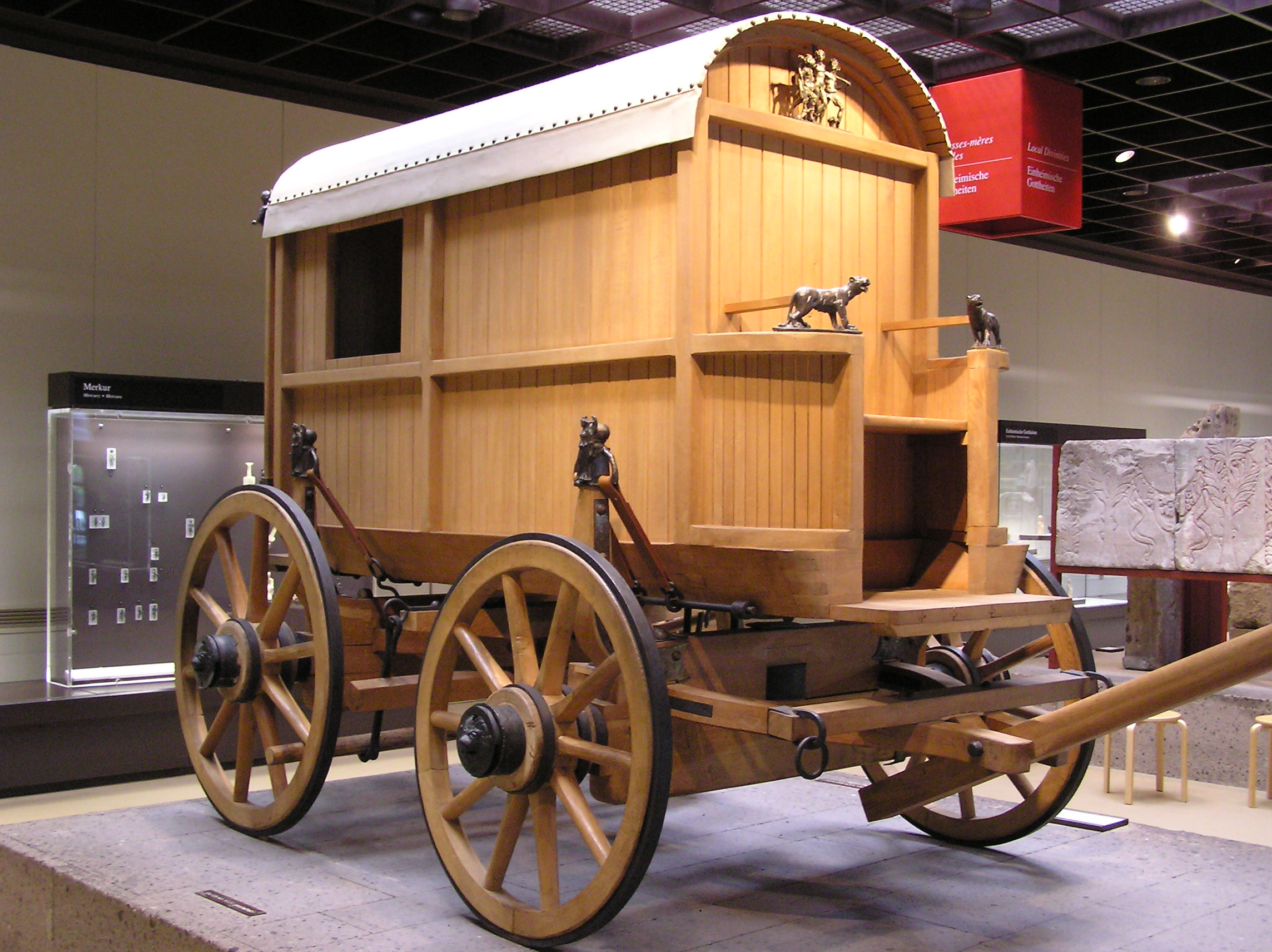
Römischer Reisewagen

Die Römerstraße Marmagen–Wesseling (auch Billiger Römerstraße genannt) war eine römische Nebenstraße. Sie wurde vermutlich zu Beginn der römischen Kaiserzeit unter Augustus gebaut (Ende 1. Jahrhundert v. Chr., um 15 v. Chr.). Mit etwa 45 km Länge zweigte die Verbindung bei Marmagen, dem antiken Marcomagus, von der antiken Agrippastraße zwischen Augusta Treverorum (Trier) und Colonia Claudia Ara Agrippinensium (Köln) ab, führte durch den Billiger Vicus (Belgica vicus) und endete am Römerlager Wesseling südlich von Wesseling. Sie ist vermutlich älter als der „offizielle“ Teil der Agrippastraße von Zülpich nach Köln, die vermutlich erst nach dem Tod des Agrippa 12 v. Chr. fertiggestellt wurde.
Der Abzweig der Agrippastraße (Köln–Trier) schuf eine direkte Verbindung nach Wesseling. Ein Teil dieser 6–8 Meter breiten Straße war als Kiesstraße angelegt, der Untergrund festgestampft und mit Kies beworfen, sodass die Legionäre in Sechserreihen bequem nebeneinander marschieren konnten. Die Straße wurde im Allgemeinen gradlinig auf das Ziel zugeführt, allerdings an größere Bachläufe, Steigungen oder starkes Gefälle angepasst und anschließend wieder in die Hauptrichtung geführt.

## Streckenverlauf
Noch heute wird der Streckenverlauf zum Teil als Straße benutzt: Markante Punkte dieses Bodendenkmals sind die Anbindung an die Römische Siedlung Belgica vicus (bei Billig), die Erft-Überquerung nördlich von Roitzheim, der Hohlweg westlich von Metternich und die Swist-Überquerung in Metternich. Hier überquerte die Römerstraße zwischen den beiden Burgen die Swist. Südlich davon heißt die heutige Straße Römerstraße, die sich außerhalb des Ortes als Feldweg fortsetzt.
Archäologisch gut dokumentiert ist der Verlauf der Römerstraße im Bereich des Vicus von Billig (Belgica vicus); im Vicus zweigten eine zweite Römerstraße, die wahrscheinlich zum Legionslager von Bonn führte, und eine dritte Straße nach Tolbiacum ab.
Ein asphaltierter Weg mit dem Namen „Kreuzweg“ führt von Mechernich-Weyer bis zur Landesstraße 206 und endet heute hier (50°31'26" N; 6°37'4" O).
In der in diesem Bereich um etwa 1809 aufgenommenen Tranchotkarte wird er als „König Strasse“ bezeichnet und führte damals von Weyer bis nach Urft.
Wahrscheinlich ist dieser Weg ein Teilstück der Römerstraße Marmagen–Wesseling, die hier auch die heute als Feldweg erhaltene Römerstraße Trier–Köln kreuzte.